# Michelle Perrot
Michelle Perrot (ur. 18 maja 1928) – francuska historyczka, jedna z pionierek badań nad dziejami kobiet. Jest związana ze Szkołą Annales.

## Wybrane publikacje
- Les ouvriers en grève, 1871-1890, Paris-La Haye, Mouton, 1974, 900 p.
- Délinquance et système pénitentiaire en France au s-|XIX|e, Annales Économies, Sociétés, Civilisations, 1975.
- L'Impossible prison. Recherches sur le système pénitentiaire au XIXe siècle, collectif, Ed. Seuil, 1980 ISBN 2-02-005545-7
- Georges Duby et Michelle Perrot (dir.), Histoire des femmes en Occident, Plon, Paris, 1990–1991 (5 volumes).
- Images de femmes, (coécrit avec) Georges Duby, Paris, Plon, 1992, 189 p.
- Les femmes ou les silences de l'histoire, Paris, Flammarion, 1998.
- Les Ombres de l’Histoire. Crime et châtiment au s-|XIX|e, Paris, Flammarion, 2001.
- Mon histoire des femmes, Éditions du Seuil, Paris, 2006, 251 p. ISBN 978-2-7578-0797-2.
- Histoire de chambres, Paris, Le Seuil, 2009 - Prix Femina essai 2009.
- Mélancolie ouvrière, Paris, Grasset, 2012 ISBN 978-2-246-79779-1.
- Des femmes rebelles, Tunis, Elyzad, 2014

## Publikacje w języku polskim
- Historia życia prywatnego, t. 4: Od rewolucji francuskiej do I wojny światowej, pod red. Michelle Perrot, przeł. z jęz. fr. Anna Paderewska-Gryza, Bogusław Panek, Wojciech Gilewski, red. nauk. przekładu Marek Czapliński, Wrocław: Zakład Narodowy im. Ossolińskich 1999 (wyd. 2 -2006).
- Moja historia kobiet, przeł. Marta Szafrańska-Brandt, Warszawa: Instytut Wydawniczy Pax 2009.
- Kobiet głos publiczny, przeł. Piotr Laskowski, Poznań, Warszawa: Oficyna Wydawnicza Bractwa Trojka 2017[1].